# Berzunți
Berzunți is een Roemeense gemeente in het district Bacău.
Berzunți telt 5380 inwoners.